# Cozonac secuiesc

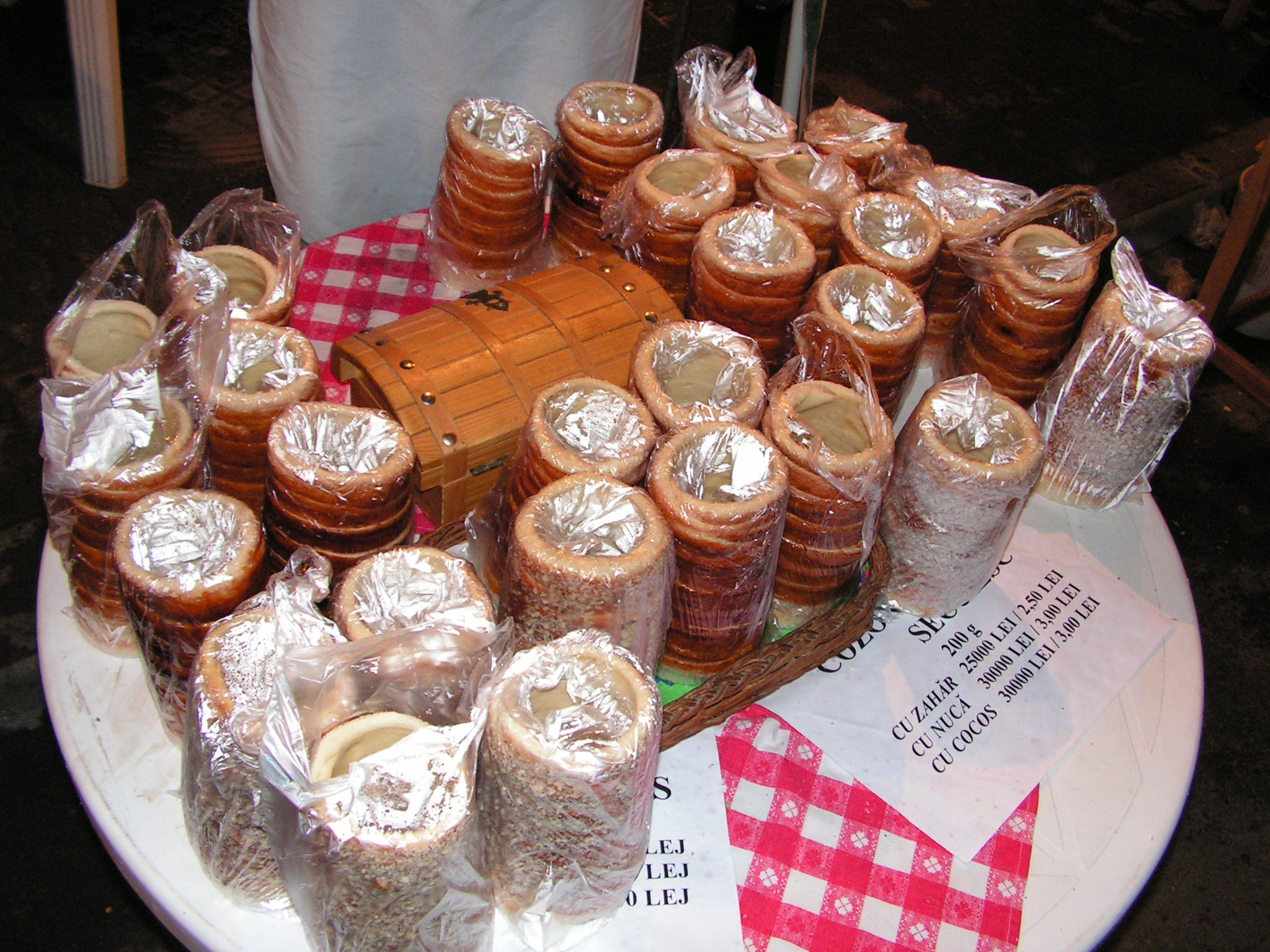
Cozonaci secuiești

Cozonacul secuiesc (în maghiară kürtőskalács, în germană Baumstriezel) este un preparat alimentar specific sud-estului Transilvaniei. În întreaga Românie, acest preparat a devenit cunoscut abia după căderea regimului comunist, când brutari secui (cei mai mulți din județul Covasna) au dezvoltat cu succes afaceri proprii și l-au răspândit în toată România (de unde și denumirea de „colac secuiesc”). Cozonacul secuiesc este un produs foarte popular la sărbători, festivaluri și târguri. 
Ungaria a depus documentația pentru înregistrarea cozonacului secuiesc sub numele maghiar, ca produs cu indicație geografică protejată (IGP) pe 3 decembrie 2015, fără succes. Produsul este înregistrat în baza de „produse alimentare maghiare” conform accepțiunii registrului Hungarikum.

## Etimologie
În limba maghiară, kürtő înseamnă coș de fum, iar kalács înseamnă cozonac împletit. Astfel, termenul Kürtőskalács înseamnă „cozonac împletit” (în formă de coș de fum) - o aluzie la gaura din forma cilindrică a acestui preparat. În limba germană, denumirea Baumstriezel este alcătuită din termenii „Baum” (copac) și „Strielzel” (cozonac împletit), însemnând deci „cozonac împletit” (în jurul unui trunchi de copac) – o aluzie la sulul de lemn în jurul căruia este împletit aluatul.

## Istoric
Prima rețetă scrisă a colacului secuiesc e din 1784, din partea doamnei Maria Mikes, contesă ardeleancă și romano-germană din Zăbala.  Atât sașii din Țara Bârsei, cât și secuii din județul Covasna revendică originea acestui preparat vechi de mai multe secole.

## Compoziție
Aluatul cozonacului secuiesc este făcut din: făină de grâu, lapte, ouă, drojdie, margarină sau unt, zahăr vanilat, sare, zahăr. Aluatul se lasă la dospit în jur de jumătate de oră. Siropul este alcătuit din zahăr, apă și zeamă sau coajă de lămâie. Siropul poate fi înlocuit cu mierea.

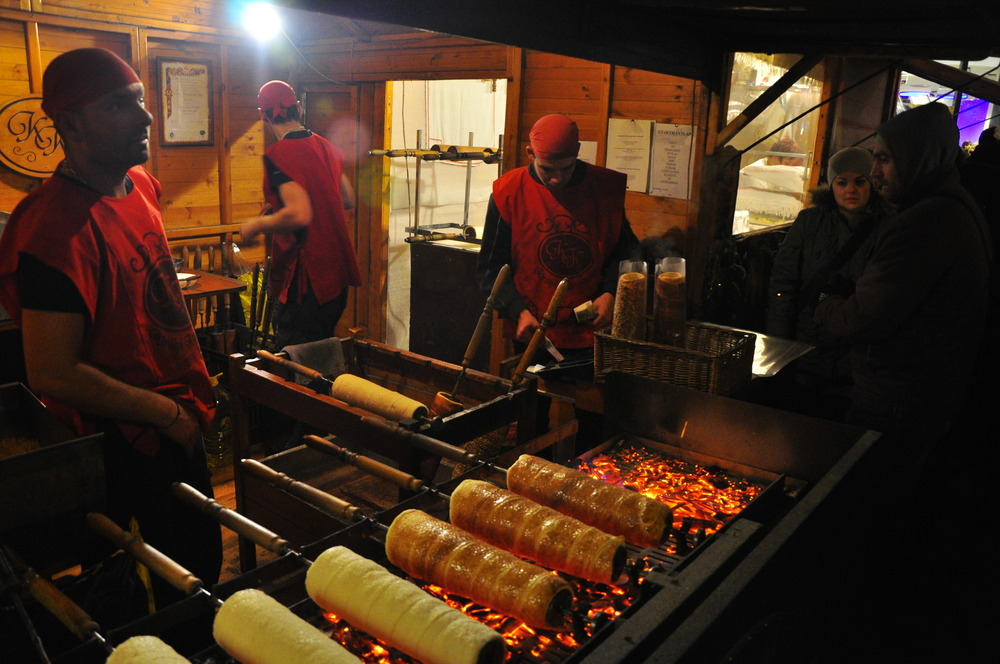
Coacerea cozonacilor secuiești

## Coacere
Aluatul se întinde pe un sul de lemn care este uns în prealabil cu ulei. Aluatul este tăiat în fâșii și se așează pe sul în spirală lăsându-se distanță între ele o mică distanță care în timpul coacerii va dispărea. Grosimea stratului de aluat este cam de un deget (1 cm). Cozonacul secuiesc se coace la jăratec. Sulul se rotește în permanență pentru ca aluatulul să se rumenească în mod uniform. Rotirea se poate face manual dar există și mecanisme electrice. Aluatul este însiropat și presărat cu zahăr, nucă, scorțișoară, nucă de cocos etc. Când zahărul presărat s-a caramelizat, cozonacul secuiesc este gata.
Sașii obișnuiesc să taie acest cozonac cu o foarfecă mare pentru a înlesni consumarea sa.

## Preparate asemănătoare
În bucătăria altor țări europene există preparate asemănătoare cozonacului secuiesc, precum:
- Trdelnik în Cehia și Slovacia, produs cu denumire de origine protejată în U.E.
- Prügelkrapfen în Austria
- Baumkuchen în Germania; a nu se confunda cu "Baumstriezel", denumire atribuită acestui preparat doar de către sași
- Ximeneta în Catalonia, a Spaniei
- Šakotis în Lituania
- Sękacz în Polonia
- Spettekaka în Suedia, produs cu denumire de origine protejată în U.E.